# Собрадо (Галісія)
Собрадо (гал. Sobrado, ісп. Sobrado) — муніципалітет в Іспанії, у складі автономної спільноти Галісія, у провінції Ла-Корунья. Населення — 2168 осіб (2009).
Муніципалітет розташований на відстані близько 464 км на північний захід від Мадрида, 46 км на південний схід від Ла-Коруньї.

## Географія
Через муніципалітет протікає річка Тамбре.

## Демографія
Динаміка населення (INE ):

## Галерея

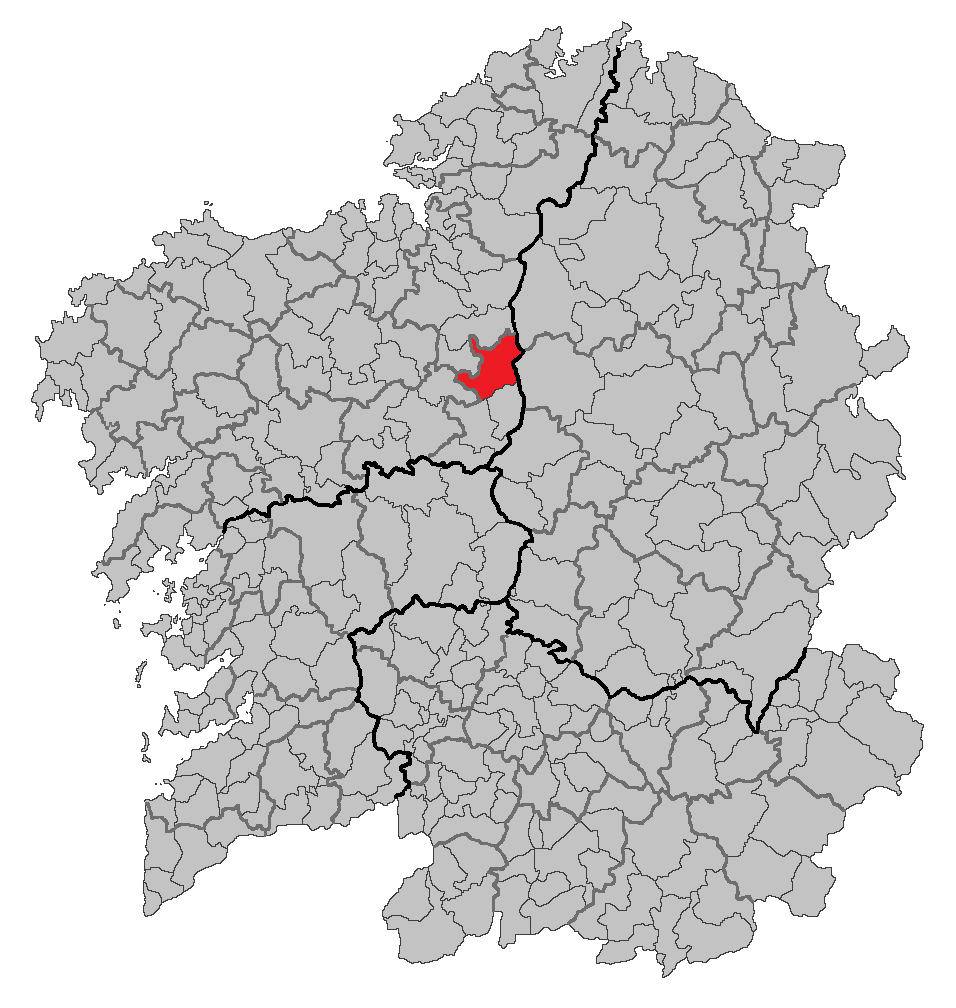
Розташування муніципалітету